# Gilles Artigues
Pour les articles homonymes, voir Artigues.
Gilles Artigues, né le 4 janvier 1965 à Saint-Étienne (Loire), est un homme politique français.

## Biographie
Il est à l'origine de la création de l'association « Jeunes pour une foi », dont le but est de promouvoir la culture chrétienne. En tant que président de cette dernière, il fait venir sur la place de l'Hôtel de ville de Saint-Étienne une crèche géante de Cracovie et organise des pèlerinages pour les jeunes spécialement à l'occasion des Journées mondiales de la jeunesse (JMJ).
Il s'engage en politique en 1994 en adhérant au Centre des démocrates sociaux et fait la connaissance de Jacques Barrot. En 1995, il se présente à l'élection municipale de Saint-Étienne sur la liste de Michel Thiollière.
Il est candidat aux élections cantonales en 1998 dans le canton de Saint-Étienne-Nord-Est-1. Le CDS entre-temps est devenu Force démocrate et Gilles Artigues en est le responsable à Saint-Étienne.
Il se présente aux élections européennes de 1999 sur la liste conduite par François Bayrou. Il y occupe la 64e place et représente la Loire dans ce scrutin.
Candidat aux élections législatives de 2002, il est élu député au second tour dans la 1re circonscription de la Loire, face au député socialiste sortant, Gérard Lindeperg. Il fait partie du groupe UDF de l'Assemblée nationale.
En 2007, il est membre de la campagne présidentielle de François Bayrou, qui réalise un score de plus de 18 % au premier tour.
Lors des élections législatives de juin 2007, il se présente sous l'étiquette MoDem, dans la continuité de la présidentielle. La circonscription est emportée au second tour par le candidat PS Régis Juanico.
La liste qu'il conduit lors de l'élection municipale de 2008 à Saint-Étienne obtient près de 21 % des voix. Son maintien au second tour entraîne la défaite du maire sortant UMP Michel Thiollière et permet au socialiste Maurice Vincent d'être élu.
Dans le même temps, il est élu conseiller général de la Loire, le 16 mars 2008, dans le canton de Saint-Étienne-Nord-Est-2.
Gilles Artigues figure en troisième position sur la liste menée par Jean-Luc Bennahmias dans la circonscription Sud-Est lors des élections européennes de 2009.
En 2011, lors de l'élection du président du conseil général de la Loire, il apporte un soutien au président sortant Bernard Bonne, ce qui permet à l'UMP de conserver l'assemblée départementale. En conséquence, il devient en avril 2011 le 4e vice-président du conseil général de la Loire, chargé de l'éducation, de la jeunesse et des politiques urbaines. Il le reste jusqu'en mars 2015.
Candidat aux législatives de juin 2012 sous l'étiquette « Centre pour la France » (MoDem), après avoir appelé à voter Nicolas Sarkozy au second tour de l'élection présidentielle, il obtient l'investiture des instances nationales de son parti ainsi que de l'UMP, qui ne présente pas de candidat contre lui, mais est de nouveau battu par Régis Juanico (57,45 % contre 42,55 % des suffrages).
Début 2013, il rejoint l'Union des démocrates et indépendants de Jean-Louis Borloo, dont il est le vice-président départemental de la Loire.
Il s'oppose en 2013 à la loi sur le mariage pour tous en raison notamment de ses convictions religieuses.
Pour l'élection municipale de 2014, il s'allie dès le premier tour au candidat UMP Gaël Perdriau. La liste l'emporte avec 47,7 % des suffrages au second tour, et il devient premier adjoint à l'issue de la première session du conseil municipal post-électoral, avec suppléance générale. Dans la foulée, Gilles Artigues est désigné 7e vice-président de Saint-Étienne Métropole, chargé notamment de la politique de la ville.
Lors des élections départementales de mars 2015, il se présente en binôme avec Annick Fay dans le nouveau canton de Saint-Étienne-3. Il est battu au second tour (33,18 %) dans une triangulaire face au PS et au FN.
Le 18 juin 2016, il est élu président départemental de l'UDI.
Le 2 mars 2017, dans le cadre de l'affaire Fillon, il renonce à soutenir le candidat LR François Fillon à l'élection présidentielle,.
Pour les élections législatives de 2017, il obtient l'investiture d'union UDI-LR, mais est éliminé au premier tour (16,15 %) face aux candidats PS et LREM.
En 2020, pour les élections municipales, Gilles Artigues reconduit avec Gaël Perdriau le tandem gagnant de 2014. Leur liste l’emporte et Gilles Artigues reste premier adjoint de Saint-Étienne et vice-président de Saint-Étienne Métropole chargé de l’habitat et du logement.
En mai 2022, il annonce sa démission de son poste de premier adjoint au maire de la ville pour « raisons professionnelles »,. Quelques jours plus tard, il est nommé directeur diocésain de l'enseignement catholique du Tarn à Albi.

## Victime dans l’affaire du chantage à la sextape de Saint-Étienne
Gilles Artigues a été victime de l’« affaire du chantage à la sextape à Saint- Étienne » qui a duré huit ans. Le 25 août 2022, le site d’information en ligne Mediapart accuse de ce chantage à la sextape le maire LR de Saint-Étienne, Gaël Perdriau, sa victime étant Gilles Artigues.
Gilles Rossary-Lenglet révèle à Médiapart qu’il avait en 2014 organisé, avec son ex compagnon Samy Kéfi-Jérôme, un autre élu municipal de la majorité, promu depuis adjoint au maire et conseiller régional,
, un rendez-vous intime dans un hôtel parisien  entre un prostitué homosexuel et Gilles Artigues, ce dernier y étant filmé à son insu, y compris pendant un acte sexuel. Selon l'avocat de Gilles Artigues, Kéfi-Jérôme l'aurait drogué, ce que ce dernier dément, tout comme le guet-apens.
La vidéo est ensuite utilisée deux ans après par Gaël Perdriau et son directeur de cabinet, Pierre Gautierri. Ces derniers le font chanter en le menaçant de divulguer des extraits de l'enregistrement,,.
D'après l’enquête de trois mois de Mediapart, le harcèlement dont était victime Gilles Artigues depuis six ans, à partir de 2016, l'aurait poussé à envisager le suicide et l'aurait conduit à renoncer à ses ambitions politiques vis-à-vis de la mairie de Saint-Étienne. Le directeur de cabinet de Gaël Perdriau aurait menacé de transmettre la vidéo à des parents d'élèves, et fait croire à Gilles Artigues qu'elle contient des éléments très compromettants pour lui.
La source de Médiapart est Gilles Rossary-Lenglet, qui reconnaît les faits dans d’autres médias et sera mis en examen. Dans une interview du 8 septembre, il explique que le chantage a été motivé par le fait que Gilles Artigues avait en politique « construit son rapport de force sur la communauté catholique » et été « très proche de la manif pour tous »
. L’AFP a mentionné ensuite brièvement qu’il est ”connu” pour être ”homophobe” puis a abandonné cette accusation sans source. Le but était, selon Gilles Rossary-Lenglet, de faire pression sur le leader local centriste de l'UDI afin de le dissuader d'entretenir des velléités d'indépendance, voire de se présenter à la mairie de Saint-Étienne. En mars 2022, Rossary-Lenglet contacte Antton Rouget de Mediapart et lui raconte l’histoire de la vidéo
.
Lors des législatives de juin 2022 qui suivent la présidentielle, Gilles Artigues renonce à sa candidature. Son investiture par l’UDI était pourtant confirmée par la commission nationale d'investiture LR dans la seule circonscription de la Loire conservée par le parti centriste UDI dans son accord local avec LR.
Gilles Artigues annonce le 26 août 2022 une plainte contre X et contre Samy Kéfi-Jérôme pour « guet-apens en bande organisée financé par des fonds publics », « non-dénonciation de délit ou crime », menaces et chantage. Le parquet de Lyon va ouvrir une information judiciaire et il est reçu par la police judiciaire le 31 août 2022. Depuis ces révélations, il refuse de siéger au conseil municipal.
En juin 2025, le procureur de la République de Lyon annonce que Gaël Perdriau est renvoyé devant le tribunal correctionnel pour « chantage, soustraction, détournement de fonds publics par un dépositaire de l’autorité publique et participation à une association de malfaiteurs ».

## Détail des mandats et fonctions
- Depuis juin 2022 : 3e Adjoint au maire de Saint-Étienne, chargé des Affaires administratives, des Hommages publics, des Anciens combattants, des Élections, de l'Accueil, de l'État civil, des Mairies annexes et des Cimetières
- Depuis le 8 juillet 2020 : 8e vice-président de Saint-Étienne Métropole, chargé du Logement et de l’Habitat.

## Anciens mandats
- 18 juin 1995 - 18 mars 2001 : adjoint au maire de Saint-Étienne, chargé de la vie associative
- 18 mars 2001 - 2007 : adjoint au maire de Saint-Étienne, chargé de l'espace public et de la proximité
- 19 juin 2002 - 20 juin 2007 : député de la première circonscription de la Loire
- 2 décembre 2007 - 10 janvier 2013 : président de la fédération MoDem de la Loire
- avril 2011 - avril 2015 : vice-président du Conseil général de la Loire, chargé de la jeunesse, de l'éducation et des politiques urbaines
- juin 2016 - mai 2018[25] : président de la fédération UDI de la Loire.
- 7e vice-président de Saint-Étienne Métropole : chargé de la politique de la ville, de l'emploi, de la formation et de la politique funéraire, de 2014 à 2020
- 1er adjoint au maire de Saint-Étienne (ayant suppléance générale) : chargé entre autres de la politique de la ville, du handicap, des actions funéraires, des relations avec les cultes et des anciens combattants, de 2014 à 2020